# Puntoshop Channel
Puntoshop Channel era un canale sammarinese che trasmetteva 24 ore su 24 e 7 giorni su 7 via satellite (ricevibile sul canale 820 della piattaforma Sky) e in Italia su vari canali del digitale terrestre. Il palinsesto era improntato sulle televendite dell'azienda Puntoshop spa, anch'essa della Repubblica del Titano.
L'emissione tramite teleporto di Milano in connessione con gli studi di San Marino era curata da Renato Tomaselli e Andrea Bellofiore.
Il canale ha cessato le trasmissioni in seguito al fallimento dell'azienda .